# Estilo Directorio

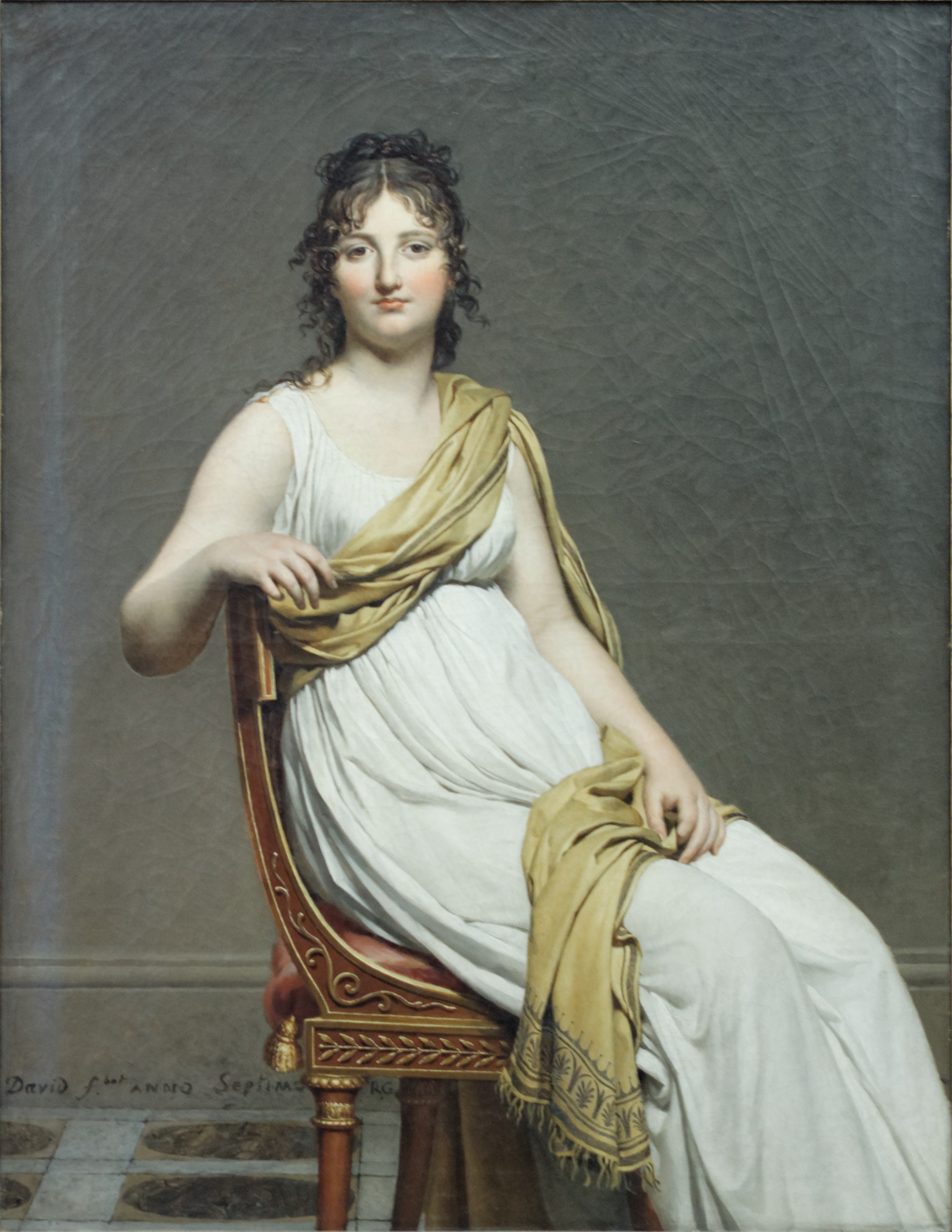
Retrato de madame de Verninac realizado por el pintor Jacques-Louis David, en 1799, que muestra una silla de estilo directorio e indumentaria de inspiración clásica.

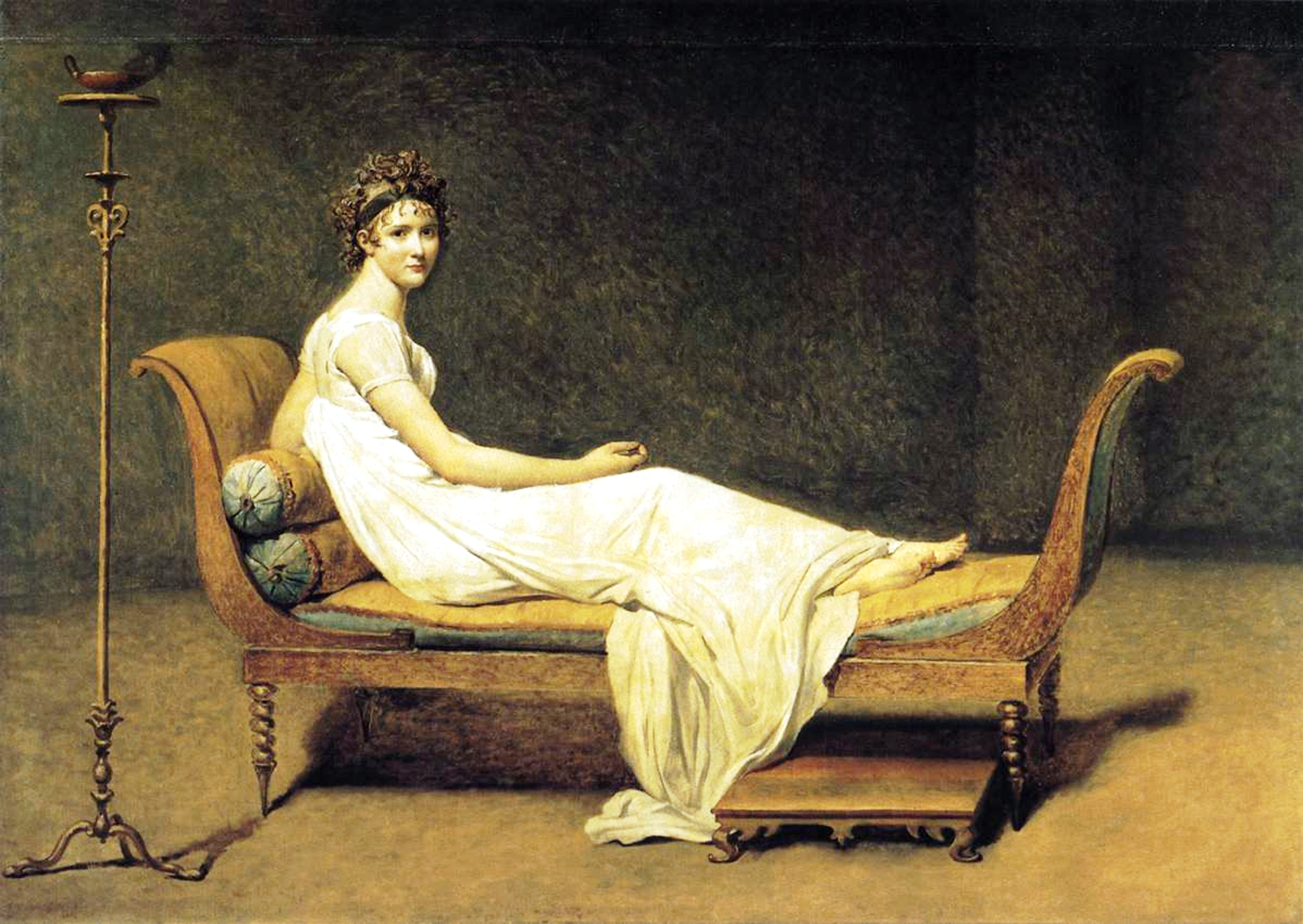
Pintura de Madame Récamier, autor: Jacques-Louis David, 1800, óleo sobre tela, 244 x 75 cm Museo del Louvre, París.
Nicos Hadjinicolaou, historiador de arte, se refiere a esta pintura como a una ideología imaginativa del directorio. Una figura está reclinada sobre una lit de repos ejecutada por Georges Jacob.

El estilo directorio es un estilo de las artes decorativas y especialmente del diseño de muebles, interiores y vestimenta que se desarrolló en Francia, durante el período en que tuvo su vigencia El Directorio (2 de noviembre de 1795 hasta 10 de noviembre de 1799). Es un estilo de inspiración neoclásica, considerado de transición entre el estilo Luis XVI y el estilo Imperio.
El estilo directorio fue fundamentalmente establecido por los arquitectos y decoradores de interiores Charles Percier (1764–1838) y Pierre François Léonard Fontaine (1762–1853). El estilo anticipa la llegada del posterior estilo imperio, en su uso de las formas de la arquitectura neoclásica y de sus motivos decorativos.

## Características
Al descubrirse las ruinas de Pompeya van a emerger toda una serie de gustos clasicistas que van a ser reavivados un poco por todas las expresiones artísticas, presentando en pintura una enorme variedad de estos elementos asimilados. Ejemplo de ellas son las pinturas de Jacques-Louis David, donde se pueden observar, varias piezas de mobiliario inspiradas en los restos hallados en Pompeya, así como también una nueva moda respecto a la indumentaria, especialmente la femenina.
El estilo directorio marcó la transición entre el estilo Luis XVI y el estilo imperio. El diseño se caracterizaron por la sencillez de sus líneas, inspiradas en los objetos romanos del siglo I d. C. procedentes de las excavaciones de Pompeya y Herculano.

### Ornamentación
En la decoración de interiores se impone la utilización en las paredes de papel pintado en lugar de la tapicería de los períodos anteriores, cortinas de cretona con diseños clásicos en lugar de brocados y damascos. La ornamentación predilecta emplea la palmeta, la margarita el losange y en general temas de inspiración egipcia y clásica, así como símbolos de la Revolución francesa, como el gorro frigio, lanzas, saetas y estandartes. 

### Mobiliario
Los muebles de caoba o castaño, presentan líneas rectas, los respaldos de las silla muestran una elegante curva hacia atrás, patas delgadas y curvadas, el tipo clásico curvado hacia el exterior visto en el Antiguo Egipto y en los frescos griegos.
El mobiliario es frecuentemente lacado presentando una enorme gama de tonos (violetas, naranjas y negro); los motivos escultóricos se destacan por su colores vivos sobre fondos oscuros, al modo de Pompeya.

### Vestimenta
Diversas influencias se combinan para producir una cierta simplificación de la ropa femenina, como reacción contra el estilo representado por la aristocracia de ropa muy formal y rígida, se impone ahora una estética que continuará durante el imperio con trajes de tela ligera y talle alto, ceñido bajo el busto y una larga, falda suelta, a modo de camisón, idealizado de la antigua Grecia y Roma, y también largas túnicas con escotes de pico. La moda masculina combina elementos antiguos y contemporáneos con chaquetones largos y abiertos, botas altas y sombreros de copa.

## Periodos
En términos políticos el estilo directorio dura, entre 1795 y 1799, los cuatro años que dura el directorio. Sin embargo se considera que el periodo se extiende desde 1793 hasta 1799.